# Arise, O Compatriots
Arise, O Compatriots é uma canção patriótica nigeriana que foi usada como hino nacional da Nigéria de 1º de outubro de 1978 até 2024, quando a "Nigéria, We Hail Thee" foi reintegrada. Em 29 de maio de 2024, "Arise, O Compatriots" foi oficialmente abandonado, seguido pela readoção do primeiro hino nacional, "Nigéria, nós te saudamos", usado de 1960 a 1978.